# Quận St. Johns, Florida
Quận St. Johns là một quận thuộc tiểu bang Florida, Hoa Kỳ. Quận lỵ đóng ở St. Augustine6. 
Dân số theo điều tra năm 2010 của Cục điều tra dân số Hoa Kỳ là 254.261 người.

## Địa lý
Theo Cục điều tra dân số Hoa Kỳ, quận này có diện tích 2130 km2, trong đó có 570 km2 là diện tích mặt nước.